# リナロール
リナロール (linalool) とは、分子式 C10H18O で表されるモノテルペンの1種であり、天然物として存在する。IUPAC名の末尾に「ol」が付く事から明らかなように、アルコールの1種でもある。片仮名転記では、リナロオールと書く事例も見られる。スズラン、ラベンダー、ベルガモット様の芳香を有するため、香料として多用されている。また、他のモノテルペン香料物質の原料としても利用される。さらに、ビタミンAやビタミンEの合成中間体でもある。
日本では、消防法に定める第4類危険物 第3石油類に該当する。

## 天然での所在
リナロールは非常に多くの植物の精油成分として見い出される。特に含有量が多い植物は、ローズウッド、リナロエ、芳樟の精油で、これらは工業的なリナロールの合成法が確立されるまでは、リナロールの供給源であった。これらの中で、リナロエは、慣用名の「リナロール」の由来である。また、(R)-l 体の慣用名のリカレオールは、ローズウッドの現地名とされる Licari Kanali に由来する。
また、ネロリ（ダイダイの花）、ラベンダー、ベルガモット、クラリセージ、コリアンダー（種子）の精油に、比較的多く含有されている。これらの中で、(S)-d 体の慣用名のコリアンドロールは、コリアンダーに由来する。

### 光学純度
天然物中のリナロールでは (R) 体が過剰である場合が多い。芳樟油は (R)-リナロールの化学純度が高く、また高い光学純度を持つので現在でも (R) 体のリナロールの供給源として重要である。ネロリ、ラベンダー、ベルガモット、クラリセージはいずれも (R) 体を過剰に含む。かつてギアナで採取されていたローズウッドの精油から得られたリナロールは(R)-体が過剰であった。
ローズウッドの精油からのリナロールで現在市場に供給されている物は、ほぼラセミ体である。
(S) 体を過剰に含むのはコリアンダー、一部のオレンジやジャスミンの精油である。コリアンダーは光学純度が中程度であり、オレンジやジャスミンでは含有量が少ない。このため (S) 体の商業的な供給は、ほとんどなされていない。

## 合成法
リナロールの工業的な合成法はいくつか知られている。

### β-ピネンを出発原料とする方法
β-ピネンを熱により開環してミルセンとし、塩化水素を付加させて塩化ゲラニルとする。これをアセチル化するとアリル転位を起こして酢酸リナリルが得られるので、加水分解してリナロールとする。

### アセチレンとアセトンを出発原料とする方法
アセチレンをアセトンに付加させた後、リンドラー触媒で部分還元して3-メチル-1-ブテン-3-オールとする。3-メチル-1-ブテン-3-オールにジケテンを反応させると、アセト酢酸エステルを生じてキャロル転位を起こし、メチルヘプテノンを生成する。これにアセチレンを付加させてデヒドロリナロールとし、再びリンドラー触媒で部分還元することでリナロールが得られる。
なお、リナロールに対してジケテンの反応からリンドラー触媒での部分還元までを繰り返すと、イソプレン単位を1つずつ増やしてゆける。

### イソプレンを出発原料とする方法
イソプレンに塩化水素を1,4-付加させて塩化プレニルとした後、これを用いてアセトンをプレニル化してメチルヘプテノンとする。以降の合成法はアセチレンとアセトンを出発原料とする方法と同様である。

### α-ピネンを出発原料とする方法
α-ピネンを水素化してピナンとし、これを空気酸化でヒドロペルオキシドとしてから、還元して得られるピナノールを熱分解するとリナロールが得られる。

### 光学純度
リナロールの光学活性体を合成する方法は光学活性 α-ピネンを出発原料とする方法や、酵素で合成する方法で光学分割する方法が特許として出願されている。しかし、光学活性体の工業的な合成は今のところなされていないようである。

## 用途

(S) 体（左）はオレンジ様の香り、(R) 体（右）はラベンダー様であるとされている。

### 香料
フレーバー、フレグランス両方の香料原料として使用される。光学活性体での香りの質および強さに、差が有ることが知られている。(S) 体はオレンジ様の香りで、(R) 体はラベンダー様であるとされている。また、ヒトによる香り検知の閾値は (R) 体が (S) 体の1/5であるとされている。

### 合成原料
ゲラニオールやシトラールなどの合成原料として使用される。ビタミンAやビタミンEのようなテルペノイドの部分骨格を持つ医薬品の原料としても使用されている。

## 研究
なおin vitroでの話ではあるものの、放射線に対して防護効果も報告された。